# غابور فودور
غابور فودور (بالمجرية: Fodor Gábor)‏؛ سياسي هنغاريا يشغل منصب وزير التربية والتعليم الهنغاري حاليا ولد في 27 سبتمبر عام 1962.